# Ernst Grundemann-Falkenberg
Ernst Grundemann-Falkenberg (* 1. August 1903 in Reichenthal; † 19. September 1987 ebenda; bis 1919 Graf Grundemann von Falkenberg) war ein österreichischer Politiker (ÖVP) sowie Land- und Forstwirt. Er war von 1949 bis 1962 Mitglied des Bundesrates und von 1962 bis 1970 Abgeordneter zum Österreichischen Nationalrat.

## Leben
Grundemann-Falkenberg besuchte nach der Volksschule eine Klasse eines Gymnasiums und wechselte danach für drei Jahre an eine militärische Unterrealschule. Er absolvierte die Marine-Akademie und eine private Realschule, woraufhin er die Matura ablegte.
Beruflich absolvierte Grundemann-Falkenberg land- und forstwirtschaftliche Praktika in Österreich und Deutschland und übernahm 1923 den Gutsbetrieb Waldenfels in Reichenthal.
Politisch engagierte sich Grundemann-Falkenberg ab 1929 als Gemeinderat der Christlichsozialen Partei in Reichenthal und in der Heimwehr, nach der Machtübernahme der Nationalsozialisten wurde er hierfür mit einem Gauverbot belegt. Nach dem Zweiten Weltkrieg wurde er von 1946 bis 1967 Bürgermeister von Reichenthal. Er war zudem zwischen 1950 und 1968 Obmann des Oberösterreichischen Gemeindebundes und von 1957 bis 1970 Bundesobmann des Österreichischen Gemeindebundes. Daneben wirkte er als Mitglied der Gemeindekommission des Europarates und war Präsidialmitglied des Rates der Gemeinden Europas. Grundemann-Falkenberg hatte zudem die Funktion des Aufsichtsratsvorsitzenden-Stellvertreters der Kühlhaus AG inne, war Sektionsobmann der Sektion für Forstwirtschaft im Bauernbund Oberösterreich, Obmann des Arbeitgeberverbands der Gutsbetriebe Oberösterreichs sowie Präsident-Stellvertreter des Wald- und Grundbesitzerverbandes. Er vertrat die ÖVP zwischen dem 5. November 1949 und dem 3. Dezember 1962 und hatte vom 1. Juli 1952 bis zum 31. Dezember 1952 die Funktion des Vorsitzenden des Bundesrates inne. Danach gehörte er vom 14. Dezember 1962 bis zum 31. März 1970 als Abgeordneter dem Nationalrat an.

## Auszeichnungen
- 1936: Silbernes Ehrenzeichen für Verdienste um die Republik Österreich
- 1952: Goldenes Ehrenzeichen für Verdienste um die Republik Österreich
- 1965: Großes Silbernes Ehrenzeichen für Verdienste um die Republik Österreich[1]
- Ehrenbürger der Gemeinde Reichenthal